# Шумский, Алексей Денисович
Алексей Денисович Шумский (15 марта 1915 — 1 ноября 1943) — советский военнослужащий, участник Великой Отечественной войны, лейтенант, командир стрелкового взвода 613-й отдельной штрафной роты Черноморского флота, Герой Советского Союза.

## Биография
Родился 2 марта 1915 года в селе Алексеевка ныне Первомайского района Харьковской области. В 1933 году вместе с родителями переехал в Донбасс. Работал горным мастером шахты. В Красной армии служил в 1936—1940 годах. 
В июне 1941 года вновь призван в армию. С октября 1942 года командир пулемётного взвода. Участвовал в обороне Новороссийска. 1 ноября 1943 года во главе стрелкового взвода 613-й отдельной штрафной роты Черноморского флота, совместно с 386-м отдельным батальоном морской пехоты, высадился на северной окраине посёлка Эльтиген. Взвод штурмом овладел высотой 47,7, чем обеспечил прикрытие левого фланга батальона. В течение дня удерживали высоту, отразив большое количество контратак противника. В этом бою Шумский погиб.
17 ноября 1943 года за мужество, отвагу и героизм лейтенанту Алексею Денисовичу Шумскому присвоено посмертно звание Героя Советского Союза.